# Campionato europeo di football americano femminile 2023-2024
Il campionato europeo di football americano femminile 2023-2024 (in lingua inglese 2023-2024 Women's American Football European Championship), noto anche come Europa 2023-2024 in quanto non disputato in uno specifico Stato, è la terza edizione del campionato europeo di football americano per squadre nazionali maggiori femminili organizzato dalla IFAF Europe.

## Squadre partecipanti
| Pr. | Squadra       | Data di qualificazione | Qualificata in quanto |
| --- | ------------- | ---------------------- | --------------------- |
| 1   | Finlandia     |                        |                       |
| 2   | Gran Bretagna |                        |                       |
| 3   | Germania      |                        |                       |
| 4   | Spagna        |                        |                       |
| 5   | Svezia        |                        |                       |

## Risultati

### Turno 1
| Worcester 15 aprile 2023 Incontro 2 | Gran Bretagna | 40 – 0 (14-0 13-0 6-0 7-0) referto | Svezia | Sixways Stadium |
| Walker Q1 ( TD ) run Read Q1 ( pat ) Fisher Q1 ( TD ) 3yd run Read Q1 ( pat ) Matta Q2 ( TD ) 33yd run Green Q2 ( TD ) 1yd run Read Q2 ( pat ) Wyant Q3 ( TD ) run Wyant Q4 ( TD ) 50yd run Read Q4 ( pat ) Marcatori Christopher Stone Allenatori |               |                                    |        |                 |
| |               |                                    |        |                 |
| Walker Q1 (TD) run Read Q1 (pat) Fisher Q1 (TD) 3yd run Read Q1 (pat) Matta Q2 (TD) 33yd run Green Q2 (TD) 1yd run Read Q2 (pat) Wyant Q3 (TD) run Wyant Q4 (TD) 50yd run Read Q4 (pat)                                                            | Marcatori     |                                    |        |                 |
| Christopher Stone | Allenatori    |                                    |        |                 |

### Turno 2
| Arbitri: | V. Lamminsalo J. Juncosa J. Fernandez J. Kalliokoski J. Lanz T. Lindroos J. Holmberg |

|            |            | |
|            | Marcatori  | Sotillo Val 4':10" Q3 (TD) 67yd pass from Valverde Ortega Rodríguez Vivas 8':45" Q4 (TD) 22yd pass from Sotillo Val |
| Samu Juppo | Allenatori | Manuel Ibáñez |

| Solingen 28 maggio 2023, ore 14:00 Incontro 3 | Germania   | 23 – 22 (2-15 14-0 0-7 7-0) referto                                                                                   | Gran Bretagna | Jahnkampfbahn Walder Stadion |
| Team Q1 ( saf ) high snap Treiber Q2 ( TD ) pass from Friese Treiber Q2 ( tpc ) pass from Friese Friese Q2 ( TD ) 1yd run Riess Q4 ( TD ) pass from Friese de Gavarelli Q4 ( pat ) Marcatori Walker Q1 ( TD ) 78yd kickoff return ? Q1 ( tpc ) Walker Q1 ( TD ) run ? Q1 ( pat ) Fisher Q3 ( TD ) 10yd run Anderson Q3 ( pat ) Nicole Manthey Allenatori Christopher Stone |            | |               |                              |
| |            | |               |                              |
| Team Q1 (saf) high snap Treiber Q2 (TD) pass from Friese Treiber Q2 (tpc) pass from Friese Q2 (TD) 1yd run Riess Q4 (TD) pass from Friese de Gavarelli Q4 (pat) | Marcatori  | Walker Q1 (TD) 78yd kickoff return ? Q1 (tpc) Walker Q1 (TD) run ? Q1 (pat) Fisher Q3 (TD) 10yd run Anderson Q3 (pat) |               |                              |
| Nicole Manthey | Allenatori | Christopher Stone |               |                              |

### Turno 3
| Solna 26 agosto 2023, ore 13:00 Incontro 4                                                                  | Svezia     | 0 – 10 (0-0 0-3 0-7 0-0) referto                                      | Finlandia | Bergshamra IP (413 spett.) |
| Marcatori Kyröläinen Q2 ( FG ) 27yd Söderholm Q3 ( TD ) 6yd run Kyröläinen Q3 ( pat ) Allenatori Samu Juppo |            |                                                                       |           |                            |
| |            |                                                                       |           |                            |
| | Marcatori  | Kyröläinen Q2 (FG) 27yd Söderholm Q3 (TD) 6yd run Kyröläinen Q3 (pat) |           |                            |
| | Allenatori | Samu Juppo                                                            |           |                            |

| Calatayud 26 agosto 2023, ore 18:00 Incontro 5 | Spagna     | 8 – 6 (6-0 0-0 6-8 0-0)            | Germania | Campo de Fútbol San Iñigo |
| Sotillo Val Q3 ( TD ) 7yd pass from Valverde Ortega Sotillo Val Q3 ( tpc ) pass Marcatori Huber Q1 ( TD ) 5yd pass from Friese Manuel Ibáñez Allenatori Nicole Manthey |            |                                    |          |                           |
| |            |                                    |          |                           |
| Sotillo Val Q3 (TD) 7yd pass from Valverde Ortega Sotillo Val Q3 (tpc) pass                                                                                            | Marcatori  | Huber Q1 (TD) 5yd pass from Friese |          |                           |
| Manuel Ibáñez | Allenatori | Nicole Manthey                     |          |                           |

### Turno 4
| Calatayud 13 aprile 2024, ore 18:00 Incontro 6 | Spagna     | 21 – 16 (8-9 7-7 0-0 6-0) referto                                                                   | Gran Bretagna |  |
| Sotillo Val Q1 ( TD ) pass from Valverde Ortega Sotillo Val Q1 ( tpc ) pass Martínez de Murguía Almagro Q2 ( TD ) run Alonso Ruiz Q3 ( pat ) Hernández Vitorique Q4 ( TD ) pass from Valverde Ortega Marcatori Walker Q1 ( TD ) kickoff return Read Q1 ( pat ) Team Q1 ( saf ) high snap Matta Q2 ( TD ) run Read Q2 ( pat ) Manuel Ibáñez Allenatori Christopher Stone |            | |               |  |
| |            | |               |  |
| Sotillo Val Q1 (TD) pass from Valverde Ortega Sotillo Val Q1 (tpc) pass Martínez de Murguía Almagro Q2 (TD) run Alonso Ruiz Q3 (pat) Hernández Vitorique Q4 (TD) pass from Valverde Ortega | Marcatori  | Walker Q1 (TD) kickoff return Read Q1 (pat) Team Q1 (saf) high snap Matta Q2 (TD) run Read Q2 (pat) |               |  |
| Manuel Ibáñez | Allenatori | Christopher Stone                                                                                   |               |  |

### Turno 5
| Vantaa 25 maggio 2024, ore 12:00 Incontro 7 | Finlandia  | 20 – 7 (0-0 7-0 7-0 6-7) referto                            | Germania | Myyrmäen Jalkapallostadion |
| Jansen 7':54" Q2 ( TD ) 8yd pass from Kaszas Pulkkinen Q2 ( pat ) Laukkanen 1':06" Q3 ( TD ) 54yd interception return Pulkkinen Q3 ( pat ) Pulkkinen 5':27" Q4 ( TD ) 1yd run Marcatori Ulfig 0':57" Q4 ( TD ) 28yd pass from Stevens Gerndt Q4 ( pat ) Samu Juppo Allenatori Sebastian Ayernschmalz |            |                                                             |          |                            |
| |            |                                                             |          |                            |
| Jansen 7':54" Q2 (TD) 8yd pass from Kaszas Pulkkinen Q2 (pat) Laukkanen 1':06" Q3 (TD) 54yd interception return Pulkkinen Q3 (pat) Pulkkinen 5':27" Q4 (TD) 1yd run | Marcatori  | Ulfig 0':57" Q4 (TD) 28yd pass from Stevens Gerndt Q4 (pat) |          |                            |
| Samu Juppo | Allenatori | Sebastian Ayernschmalz                                      |          |                            |

| 24-26 maggio 2024 Incontro 8 | Svezia | 0 – 35 (a tavolino) | Spagna |  |

### Turno 6
| 16-18 agosto 2024 Incontro 9 | Germania | 35 – 0 (a tavolino) | Svezia |  |

| Worcester 17 agosto 2024, ore 17:00 Incontro 10 | Gran Bretagna | 21 – 14 (7-7 7-0 7-7 0-0)                                                                          | Finlandia |  |
| Akinyosoye Q1 ( TD ) pass from Tumelty Currie Q1 ( pat ) Walker Q2 ( TD ) pass from Tumelty Currie Q2 ( pat ) Schecter Q3 ( TD ) fumble return Currie Q3 ( pat ) Marcatori Korhonen Q1 ( TD ) pass from Kaszas Pulkkinen Q1 ( pat ) Jansen Q3 ( TD ) pass from ? Pulkkinen Q3 ( pat ) Christopher Stone Allenatori Samu Juppo |               | |           |  |
| |               | |           |  |
| Akinyosoye Q1 (TD) pass from Tumelty Currie Q1 (pat) Walker Q2 (TD) pass from Tumelty Currie Q2 (pat) Schecter Q3 (TD) fumble return Currie Q3 (pat) | Marcatori     | Korhonen Q1 (TD) pass from Kaszas Pulkkinen Q1 (pat) Jansen Q3 (TD) pass from ? Pulkkinen Q3 (pat) |           |  |
| Christopher Stone | Allenatori    | Samu Juppo                                                                                         |           |  |

## Classifica
| Squadra       | %     | G | V | P | S | PF | PS  | DP   |
| ------------- | ----- | - | - | - | - | -- | --- | ---- |
| Spagna        | 1.000 | 4 | 4 | 0 | 0 | 76 | 22  | +54  |
| Gran Bretagna | .500  | 4 | 2 | 0 | 2 | 99 | 58  | +41  |
| Finlandia     | .500  | 4 | 2 | 0 | 2 | 44 | 33  | +11  |
| Germania      | .500  | 4 | 2 | 0 | 2 | 64 | 50  | +14  |
| Svezia        | .000  | 4 | 0 | 0 | 4 | 0  | 120 | -120 |

## Campione
| Campione Spagna Campione d'Europa 2023-2024. |

## Marcatori
| Giocatore                   | Naz.          | TD rush | TD recv | TD int | TD p.ret | TD k.ret | TD oth | Xp1 | Xp2 | FG | Saf | Totale |
| --------------------------- | ------------- | ------- | ------- | ------ | -------- | -------- | ------ | --- | --- | -- | --- | ------ |
| Walker                      | Gran Bretagna | 2       | 1       | 0      | 0        | 2        | 0      | 0   | 0   | 0  | 0   | 30     |
| Sotillo Val                 | Spagna        | 0       | 3       | 0      | 0        | 0        | 0      | 0   | 2   | 0  | 0   | 22     |
| Fisher                      | Gran Bretagna | 2       | 0       | 0      | 0        | 0        | 0      | 0   | 0   | 0  | 0   | 12     |
| Jansen                      | Finlandia     | 0       | 2       | 0      | 0        | 0        | 0      | 0   | 0   | 0  | 0   | 12     |
| Matta                       | Gran Bretagna | 2       | 0       | 0      | 0        | 0        | 0      | 0   | 0   | 0  | 0   | 12     |
| Wyant                       | Gran Bretagna | 2       | 0       | 0      | 0        | 0        | 0      | 0   | 0   | 0  | 0   | 12     |
| Pulkkinen                   | Finlandia     | 1       | 0       | 0      | 0        | 0        | 0      | 4   | 0   | 0  | 0   | 10     |
| Treiber                     | Germania      | 0       | 1       | 0      | 0        | 0        | 0      | 0   | 1   | 0  | 0   | 8      |
| Akinyosoye                  | Gran Bretagna | 0       | 1       | 0      | 0        | 0        | 0      | 0   | 0   | 0  | 0   | 6      |
| Friese                      | Germania      | 1       | 0       | 0      | 0        | 0        | 0      | 0   | 0   | 0  | 0   | 6      |
| Green                       | Gran Bretagna | 1       | 0       | 0      | 0        | 0        | 0      | 0   | 0   | 0  | 0   | 6      |
| Hernández Vitorique         | Spagna        | 0       | 1       | 0      | 0        | 0        | 0      | 0   | 0   | 0  | 0   | 6      |
| Huber                       | Germania      | 0       | 1       | 0      | 0        | 0        | 0      | 0   | 0   | 0  | 0   | 6      |
| Korhonen                    | Finlandia     | 0       | 1       | 0      | 0        | 0        | 0      | 0   | 0   | 0  | 0   | 6      |
| Laukkanen                   | Finlandia     | 0       | 0       | 1      | 0        | 0        | 0      | 0   | 0   | 0  | 0   | 6      |
| Martínez de Murguía Almagro | Spagna        | 1       | 0       | 0      | 0        | 0        | 0      | 0   | 0   | 0  | 0   | 6      |
| Read                        | Gran Bretagna | 0       | 0       | 0      | 0        | 0        | 0      | 6   | 0   | 0  | 0   | 6      |
| Riess                       | Germania      | 0       | 1       | 0      | 0        | 0        | 0      | 0   | 0   | 0  | 0   | 6      |
| Rodríguez Vivas             | Spagna        | 0       | 1       | 0      | 0        | 0        | 0      | 0   | 0   | 0  | 0   | 6      |
| Schecter                    | Gran Bretagna | 0       | 0       | 0      | 0        | 0        | 1      | 0   | 0   | 0  | 0   | 6      |
| Söderholm                   | Finlandia     | 1       | 0       | 0      | 0        | 0        | 0      | 0   | 0   | 0  | 0   | 6      |
| Ulfig                       | Germania      | 0       | 1       | 0      | 0        | 0        | 0      | 0   | 0   | 0  | 0   | 6      |
| Kyröläinen                  | Finlandia     | 0       | 0       | 0      | 0        | 0        | 0      | 1   | 0   | 1  | 0   | 4      |
| Currie                      | Gran Bretagna | 0       | 0       | 0      | 0        | 0        | 0      | 3   | 0   | 0  | 0   | 3      |
| ?                           | Gran Bretagna | 0       | 0       | 0      | 0        | 0        | 0      | 1   | 1   | 0  | 0   | 3      |
| Team                        | Germania      | 0       | 0       | 0      | 0        | 0        | 0      | 0   | 0   | 0  | 1   | 2      |
| Team                        | Gran Bretagna | 0       | 0       | 0      | 0        | 0        | 0      | 0   | 0   | 0  | 1   | 2      |
| Alonso Ruiz                 | Spagna        | 0       | 0       | 0      | 0        | 0        | 0      | 1   | 0   | 0  | 0   | 1      |
| Anderson                    | Gran Bretagna | 0       | 0       | 0      | 0        | 0        | 0      | 1   | 0   | 0  | 0   | 1      |
| de Gavarelli                | Germania      | 0       | 0       | 0      | 0        | 0        | 0      | 1   | 0   | 0  | 0   | 1      |
| Gerndt                      | Germania      | 0       | 0       | 0      | 0        | 0        | 0      | 1   | 0   | 0  | 0   | 1      |